# Попутного вітру, «Синій птах»
«Попутного вітру, „Синій птах“» (рос. «Попутного ветра, „Синяя птица“») — російський радянський дитячий пригодницький художній фільм, поставлений у 1967 року режисером Михайлом Єршовим за однойменною повістю Бориса Косіера. Спільне виробництво кіностудії «Ленфільм» і кіностудії Авала-фільм (СФРЮ).
Прем'єра фільму відбулася: 7 грудня 1967 року (Белград), 30 грудня 1967 року (Москва).

## Зміст
Дітям із різних країн, які перемогли в міжнародному географічному конкурсі, вручили шикарний приз: прогулянку захопливими місцям на яхті «Синій птах». Цей рейс не підлягав огляду прикордонників і тому привернув увагу контрабандистів, які збиралися переправити на ньому наркотики. Дітям доводиться зіткнутися зі справжніми бандитами.

## Ролі
- Блаженко Каталінич — місіс Ріпс
- Радміла Караклаїч — Джина Савич
- Віталій Доронін — капітан шхуни «Синій птах»
- Борис Амарантов — Лорімур (роль озвучив — Олександр Дем'яненко)
- Олександр Єшич — месьє Вілар
- Мілан Пузич — поручик
- Деметр Бітенц — корреспондент (роль озвучив — Олег Басилашвилі)
- Міленко Йованович — Мілан Петрович з Югославії
- Євгенія Ветлова — Таня Івлєва з СРСР
- Олександр Гаврилов — Ральф Барні з США
- Валерій Комлєв — Алек з Великої Британії
- Володимир Пак — Кіото з Японії
- Лариса Тараненко — Улла Нільсон зі Швеції
- Азер Курбанов — Пабло Гонзалес з Бразилії
- Роберт Зотов — Томас із Сенегалу
- Світлана Вишнякова — Тампіко з Японії
- Ірина Широкова — Махраба з Індії
- Б. Станич, В. Кайганич, Дмитро Павлов, О. Узелац, А. Томашевич, М. Тапавіца, Е. Йовічич, М. Колубаєва
- Володимир Карпенко — радист (в титрах не вказаний)
- Олексій Смирнов — боцман за столиком в приморському кабачку (в титрах не вказаний)
- Галина Фігловська — відвідувачка портового кабачка (в титрах не вказана)

## Знімальна група
- Автори сценарію — Станіслава Борісавлевич, Федір Шкубоня, Юрій Принців
- Режисер-постановник — Михайло Єршов
- Головний оператор — Мілорад Маркович
- Художники-постановники — Віктор Волін, Властимир Гаврик
- Композитор — Андрій Петров
- Текст пісень — Льва Кукліна
- Звукооператор — Володимир Яковлєв
- Оператори — В. Комаров, Р. Лужанін
- Режисери — Леонід Макаричєв, Олександр Ешіч
- Монтажер — Олександра Боровська
- Асистенти:
  - Режисера — А. Бурмістрова, Б. Кузнецьова
  - Оператора — Г. Нестеренко, В. Величкович, Л. Йоканович
- Художник-декоратор — Віктор Слоневський
- Художники-гримери — Людмила Єлісєїва, М. Йованович
- Художники по костюмах — Андрій Вагін, З. Стоянович
- Комбіновані зйомки:
  - Оператор — А. Зазулін
- Художник — В. Лук'янов
- Ленінградський державний концертний оркестр
  - Диригент — Анатолій Бадхен
- Директора картини — І. Шорохов, М. Тодіч
- У зйомках брав участь екіпаж навчального парусного корабля «Ядран» Військово-морських сил Югославії (нині Чорногорії), сам корабель на цей час став шхуною «Синій птах».

## Музична доріжка
У фільмі звучать пісні композитора Андрія Петрова на слова поета Льва Кукліна: «Пісня про перше кохання» («Чайки за кормою вірні кораблю…») і «Пісня про багаття» («Багато пісень знає море моє…») у виконанні Радміли Караклаїч.